# Danielle Marsh
Dans ce nom japonais, le nom de famille, Hiruka, précède le nom personnel.
Danielle Marsh, dite Danielle née le 11 avril 2005 à Newcastle (Australie), est une chanteuse australo-coréenne et membre du groupe de NJZ ex NewJeans.

## Biographie

### Jeunesse et formation
Née à Newcastle dans l'État de Nouvelle-Galles du Sud d'un père australien et d'une mère sud-coréenne. En 2009, elle et le reste de sa famille ont déménagé à Shinjuku, Tokyo.
Elle une sœur aînée, elle s'appelle Olivia Marsh (ou de son nom japonais Michiru Hirai) (d'origine australo-taïwano-japonaise) qui est une chanteuse et début en 2024.

### Carrière d'actrice
En 2011, elle fait ses premiers pas dans la série Rainbow Kindergarten sur TVN, avant de retourner en Australie pour aller à l'école primaire, et elle rejoint le groupe d'idoles japonaise Keyakizaka46 le 14 avril 2016, mais elle reçut son diplôme le 15 février 2019.
En 2023, elle donne la voix à Ariel dans le doublage coréen de l'adaptation live-action de La Petite Sirène.

### Carrière professionnelle
Le 22 juillet 2022, elle fait ses débuts aux côtés de NewJeans.
En janvier 2023, elle devient ambassadrice de Burberry et Celine en mai 2024,.
En mai 2024, elle donne un concert organisé par l'Administration du patrimoine culturel.

## Discographie

### Singles
- 2023 : Partir là-bas

## Filmographie

### Cinéma
- 2023 au cinéma : La Petite Sirène